# 2012年ロンドンオリンピックのベネズエラ選手団
2012年ロンドンオリンピックのベネズエラ選手団（2012ねんロンドンオリンピックのベネズエラせんしゅだん）は、2012年7月27日から8月12日にかけてイギリスの首都ロンドンで開催された2012年ロンドンオリンピックのベネズエラ選手団、およびその競技結果。

## 概要
今大会は金1個を獲得した。
フェンシング男子エペ個人でルーベン・リマルドが金メダルを獲得した。ベネズエラ選手が金メダルを獲得したのは1968年メキシコシティーオリンピックのボクシング競技ライトフライ級でフランシスコ・ロドリゲスが金メダルを獲得して以来11大会ぶり史上2人目。

## メダル
| メダル | 選手名             | 競技         | 種目         |
| ------ | ------------------ | ------------ | ------------ |
| 金     | ルーベン・リマルド | フェンシング | 男子エペ個人 |